# Nivea

NIVEA logo

Nivea är ett globalt hygien- och kroppsvårdsvarumärke som ägs av det tyska företaget Beiersdorf AG. 
År 1911 gjordes upptäckten av eucerit, den första vatten-i-olja-emulsionen avsedd att användas som hudkräm. Blandningen var den första stabila i sitt slag. Företagets ägare Oscar Troplowitz namngav det NIVEA, från det latinska ordet niveus/nivea/niveum  ("snövit").
Under 1930-talet lanserades, för Nivea, nya produkter såsom solskyddsmedel, raklödder och schampo. Ägarna är familjen Herz, en av Tysklands rikaste familjer. Deras förmögenhet är 19,4 miljarder USD.
Rätten till varumärket NIVEA fråntogs Beiersdorf i många länder under andra världskriget och Beiersdorf avslutade återköpet av rättigheterna till det konfiskerade varumärket först 1997.

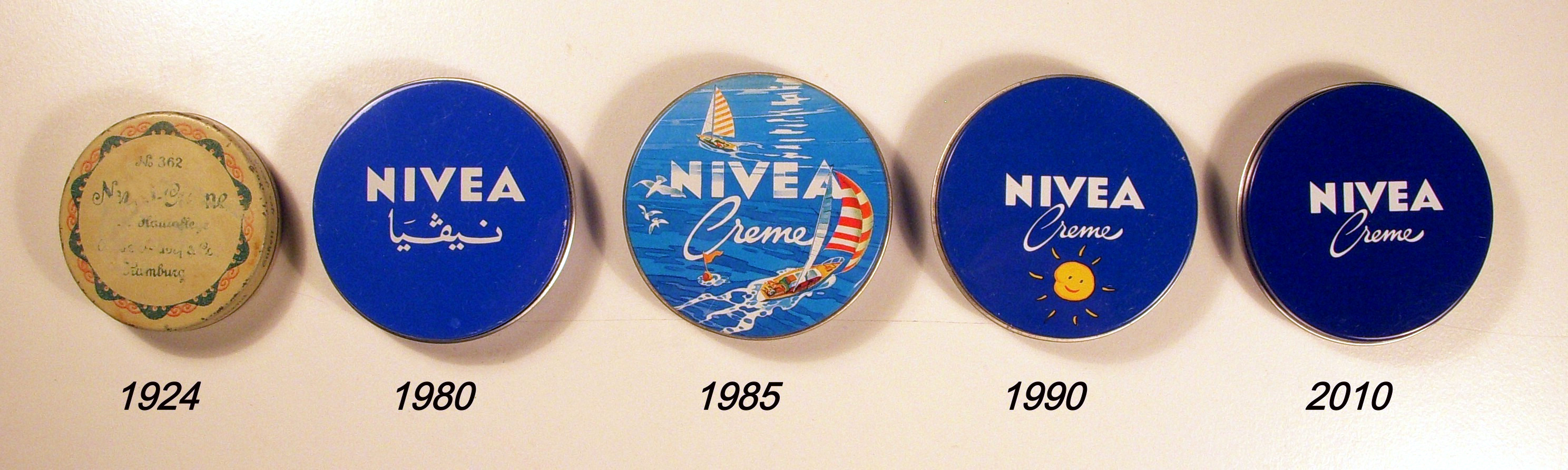
Diverse NIVEA-burkar 1924–2010.

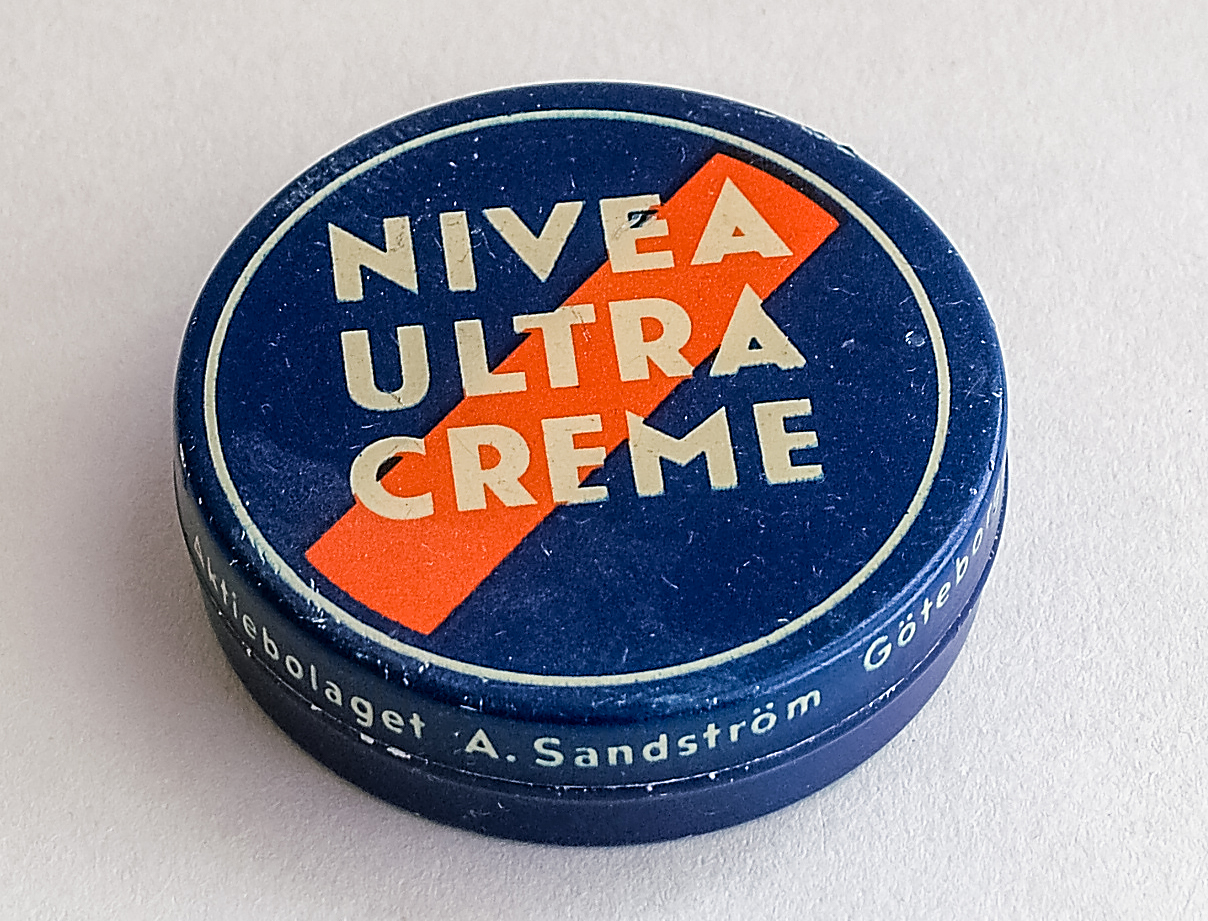
Nivea Ultra Creme, gammal plåtburk från den tid när krämen salufördes av Aktiebolaget A. Sandström i Göteborg.